# اسپنسر (بازیکن فوتبال اسپانیا)
اسپنسر (انگلیسی: Spencer; ۲۰ ژوئیهٔ ۱۸۹۸ – ۱۴ مارس ۱۹۲۶) بازیکن فوتبال اهل اسپانیا بود.
از باشگاه‌هایی که در آن بازی کرده‌است می‌توان به باشگاه فوتبال اسپانیول و باشگاه فوتبال رئال اویدو اشاره کرد.